# 錦田公路
錦田公路（英語：Kam Tin Road），又稱錦田大馬路，是一條位於香港新界元朗區的道路，連接凹頭和石崗，穿越錦田市中心和八鄉一帶。道路落成可追溯至20世紀初期，見證着錦田及元朗市的變遷。
為改善石崗軍營和錦田對外交通，1950年代先後修築錦上路、粉錦公路和林錦公路，和1960年代對外開放荃錦公路，均有助吸引往來新界東、西及市區的車輛使用。唯因道路位於鄉郊地區，路面狹窄多彎，且有大型車輛包括貨櫃車拖頭和雙層巴士使用，行人過路設施亦有不足，故常發生嚴重交通事故。1999年起，政府著實改善錦田公路沿線環境，使之符合現今道路標準。
錦田公路橫貫元朗平原，連繫錦田、石崗和八鄉多條鄉村，村民過去以務農為生，後因大欖引水道築成，截斷了錦田河的水流，遂改種蔬菜和養飼禽畜，至1980年代末，棄耕情況日趨普遍，阡陌處處的景象已不復見，土地用作興建住宅、貨倉和車場（部分亦是劏車場）等，增加錦田公路的容車量。

## 改善工程
從前的錦田公路只有兩條行車線供來回方向的車輛使用，預料隨着錦田和凹頭的人口增長和規劃發展，及西鐵（第一期）工程中新建的道路落成啟用後，將加重錦田公路的負荷，政府便於1999年起，分階段進行改善工程。整項工程主要分為3個階段：
- 介乎凹頭交匯處及錦田市西端一段，由雙線不分隔行車道改建為雙程雙線分隔行車道、興建行人路和單車徑、裝設隔音屏障、改善路口及環境美化工程等。項目在1999年至2002年間進行，是整個改善計劃的首個階段。

- 介乎錦田市東端及荃錦公路一段，改為符合闊度標準的雙線不分隔行車道，屬改善計劃第二階段。原本預計在2003年至2005年間進行有關工程，但因種種原因而推遲，直到2023年初才開始進行。

- 在錦田市以北興建1.3公里長的錦田繞道，使市中心一段錦田公路成為區內的鄉郊道路，而繞道則用作錦田市東、西兩端的錦田公路改善工程完成後的連貫。故此，繞道在規格上，與首階段大同小異，施工期由2001年起至2003年止。

## 沿線建築物
沿着錦田公路由西向東走，會發現不同路段有着其特色。
凹頭至錦田市西端
- 此路段為錦田公路最寬闊，亦是有較大發展空間的一段，途經高埔村。除與青山公路直接連繫，亦有支路連接3號幹線和港鐵錦上路站，交通四通八達。道路改善工程完成後，沿線騰出的土地背靠蠔殼山，面向畢直寬廣的錦田河，景致怡人，吸引大大小小的地產發展商垂青，擬在附近興建低密度住宅，如已落成的爾巒。

錦田市中心

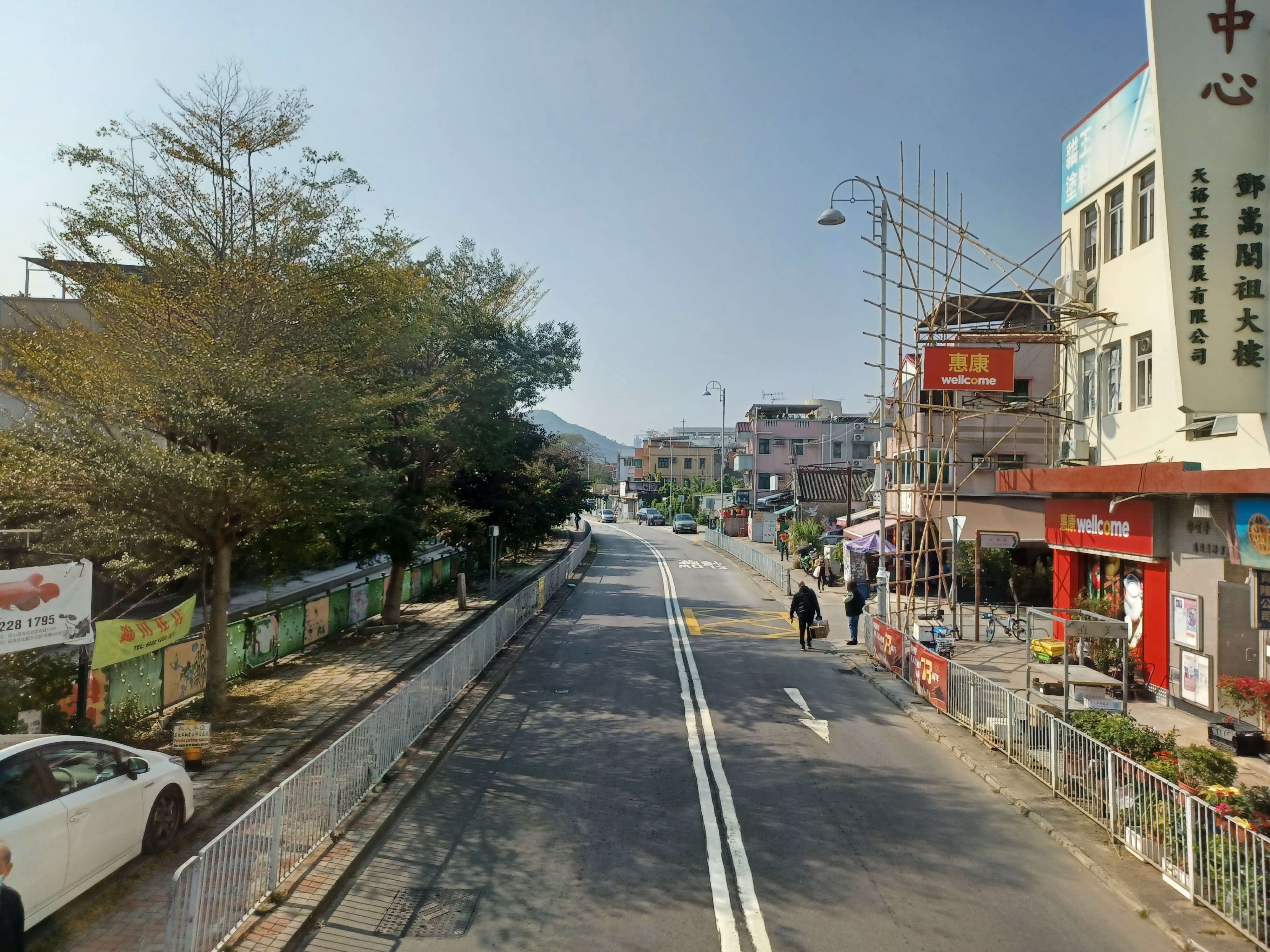
錦田公路近泰康圍鄧嵩閣祖大樓

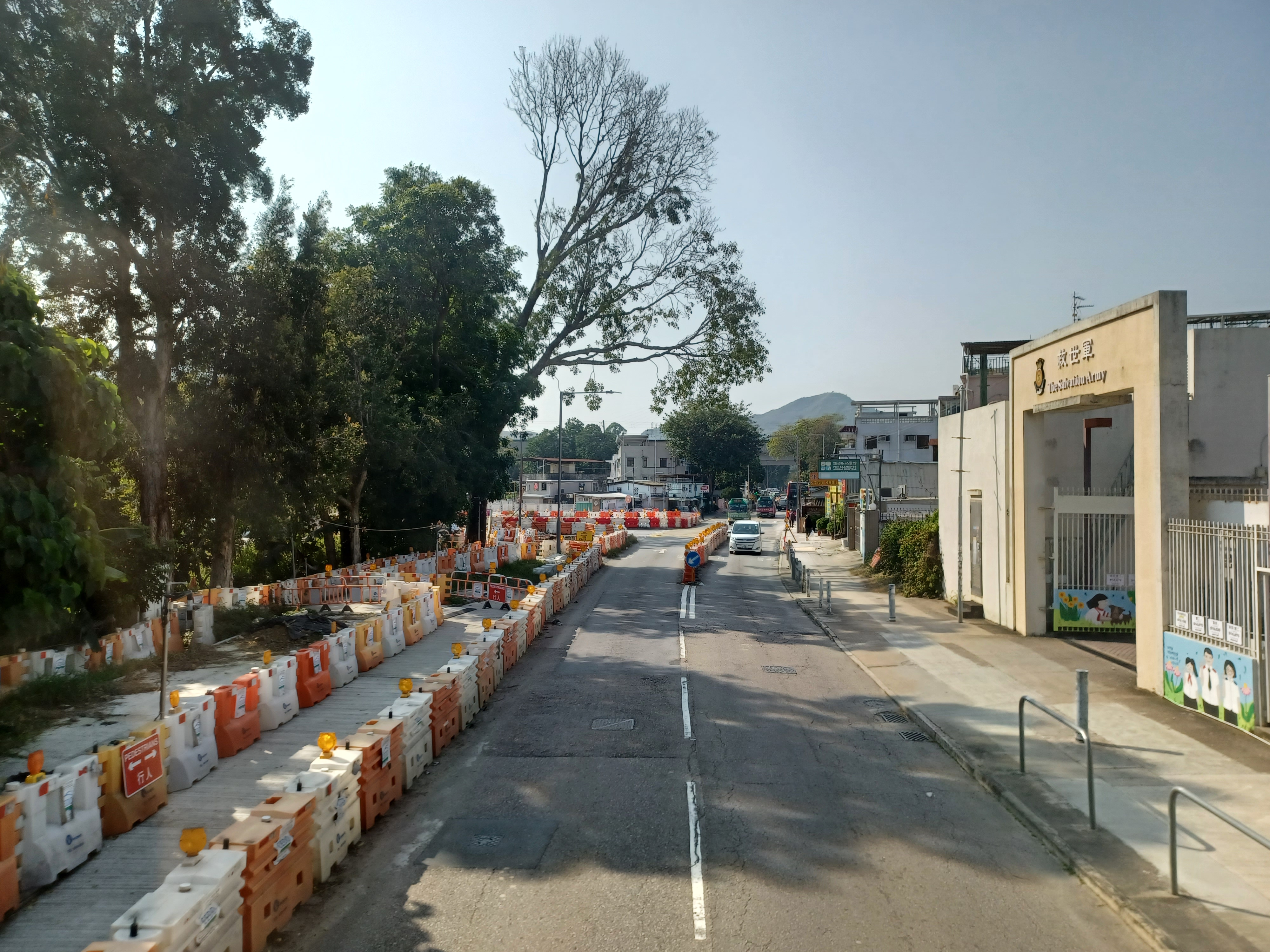
錦田公路近錦田救世軍

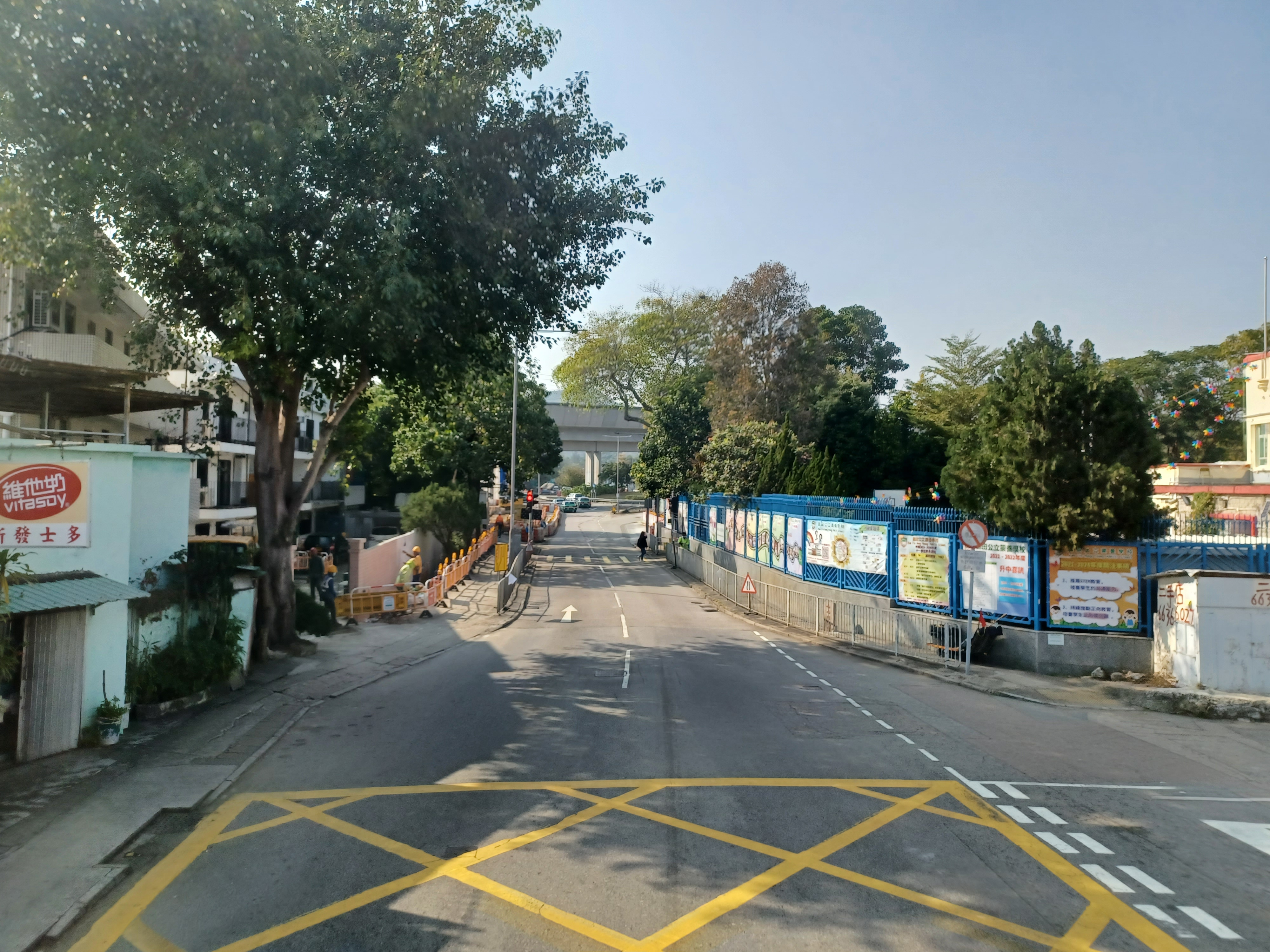
錦田公路近錦田公立蒙養學校

- 此路段是整段道路人口最密集的地方，早於15世紀已有人聚居，著名的吉慶圍、泰康圍和永隆圍，就在現時錦田公路旁，錦田市的救世軍、籃球場、街市、超級市場、茶樓、酒吧、商店、餐廳、士多、便利店、學校和郵局等便民設施也可在這裡找到。昔日的巴士總站設於西行線上，隨着道路使用量增加，有關路線已遷往空間闊大的錦上路西鐵站。

錦田市東端至八鄉警署

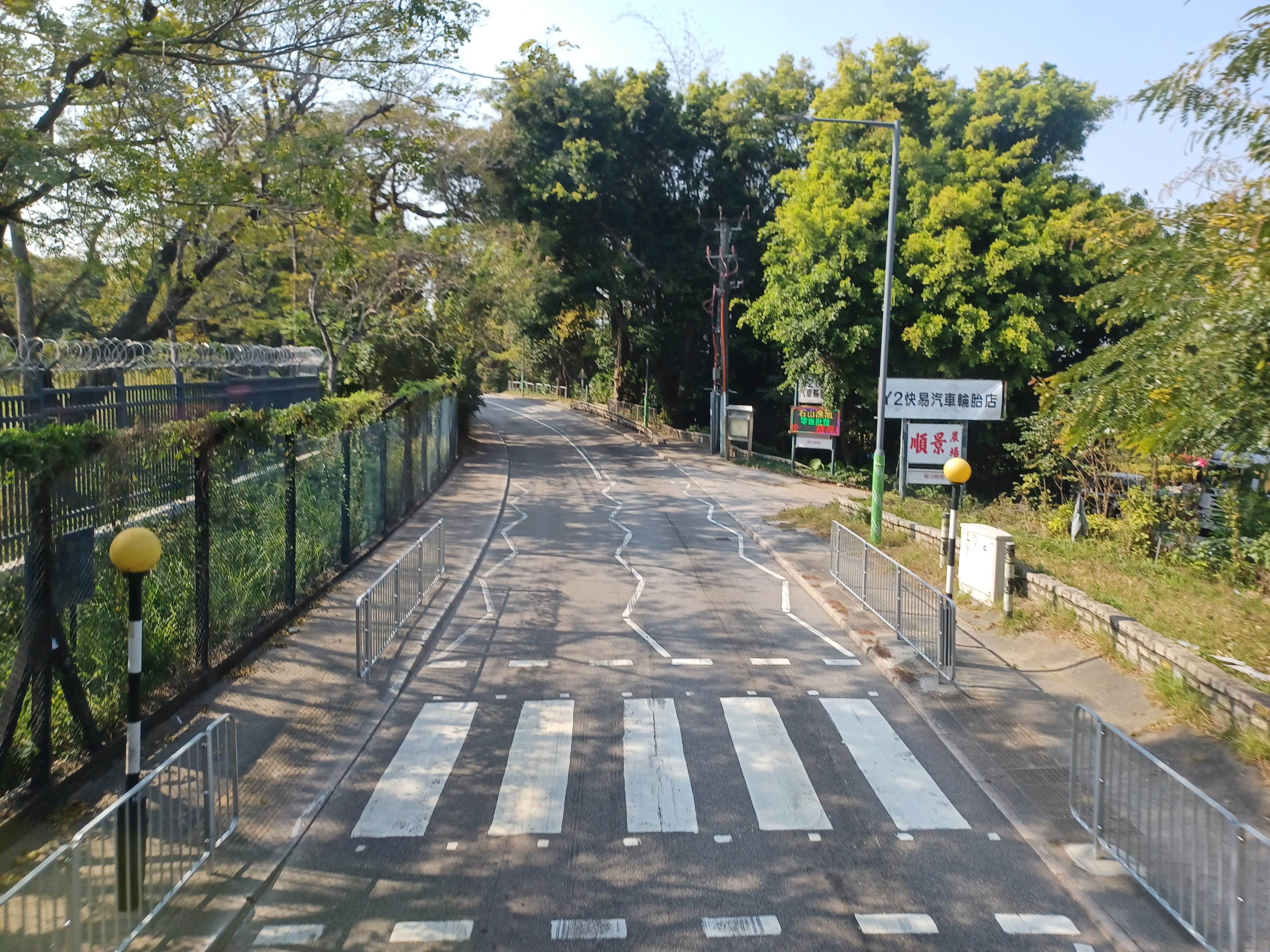
錦田公路近石崗軍營

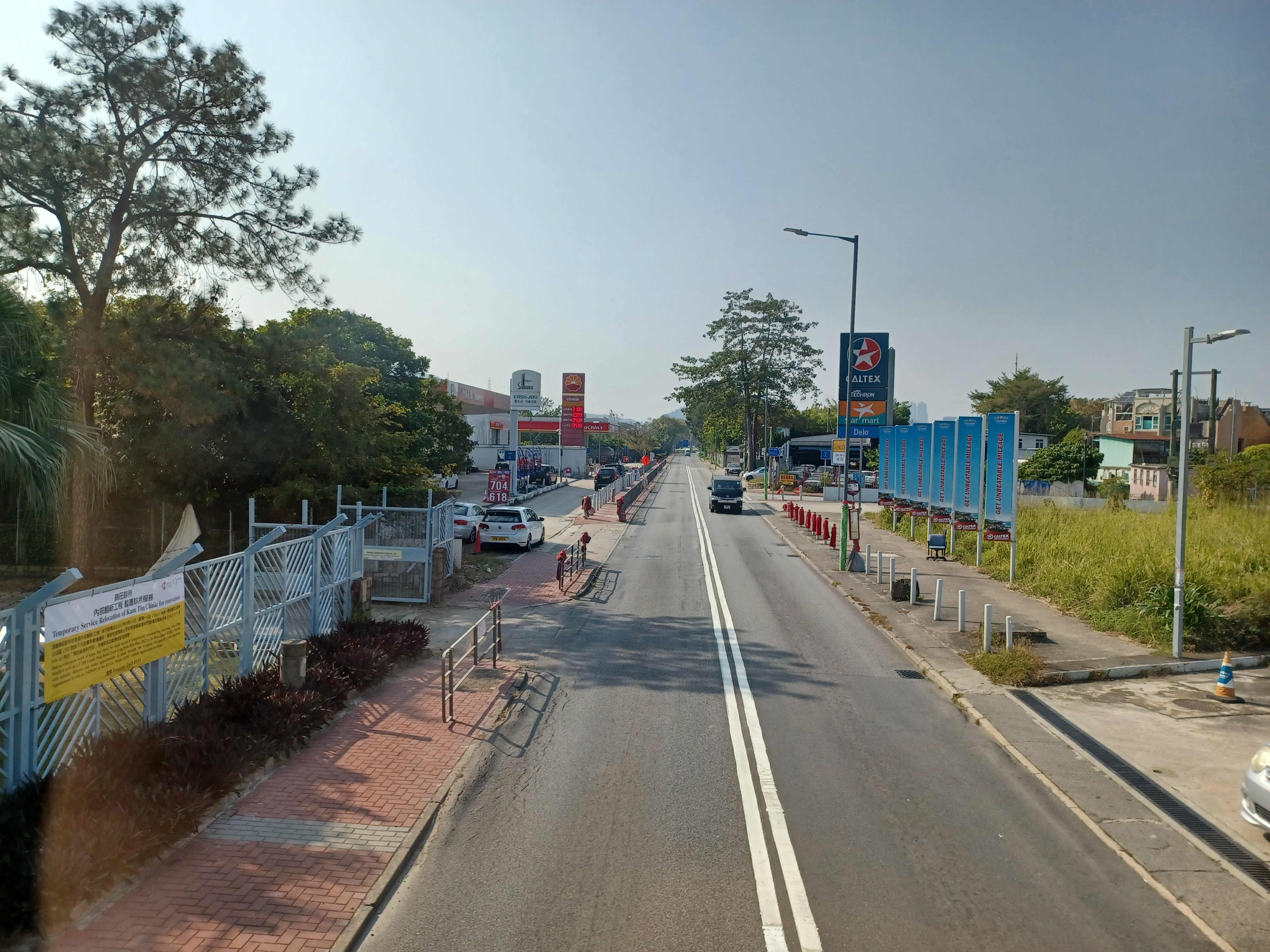
錦田公路近錦田診所

- 此路段道路以北有多條鄉村，路旁有銷售大型車輛如貨櫃車、拖頭等公司進駐；道路以南則有歷史悠久的石崗軍營和石崗機場。在軍營東北面的蔬菜收集站，是全港僅餘的其中兩個給予農民交收蔬菜的菜站之一，而位於菜站旁的橫台山菜園村，則是因興建廣深港高速鐵路引發近年最激烈的抗爭所在地，這裡將會成為高鐵的停車綫及緊急救援站。另外，也是粉錦公路在錦田的起端。

八鄉警署至石崗

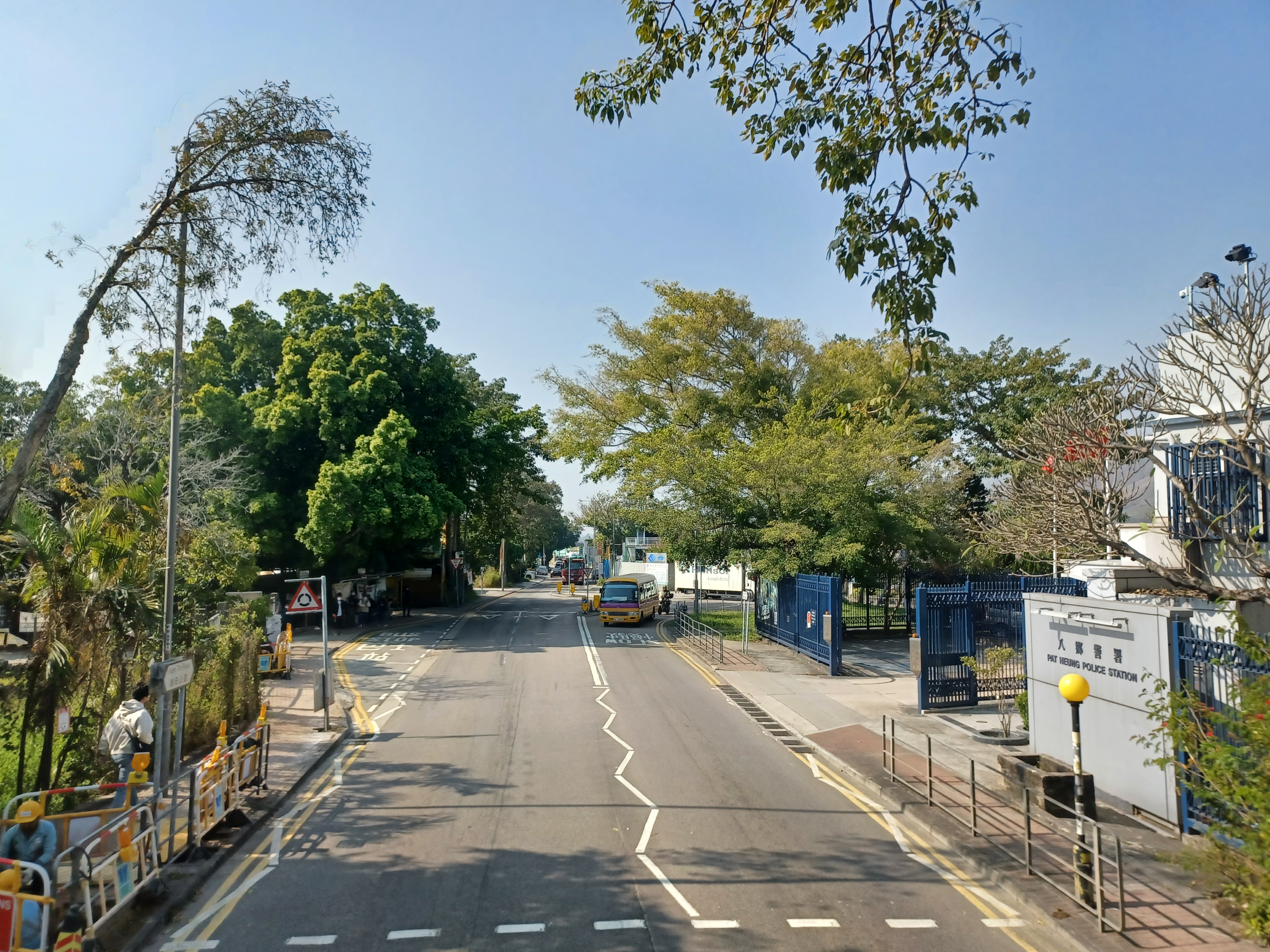
錦田公路近八鄉警署

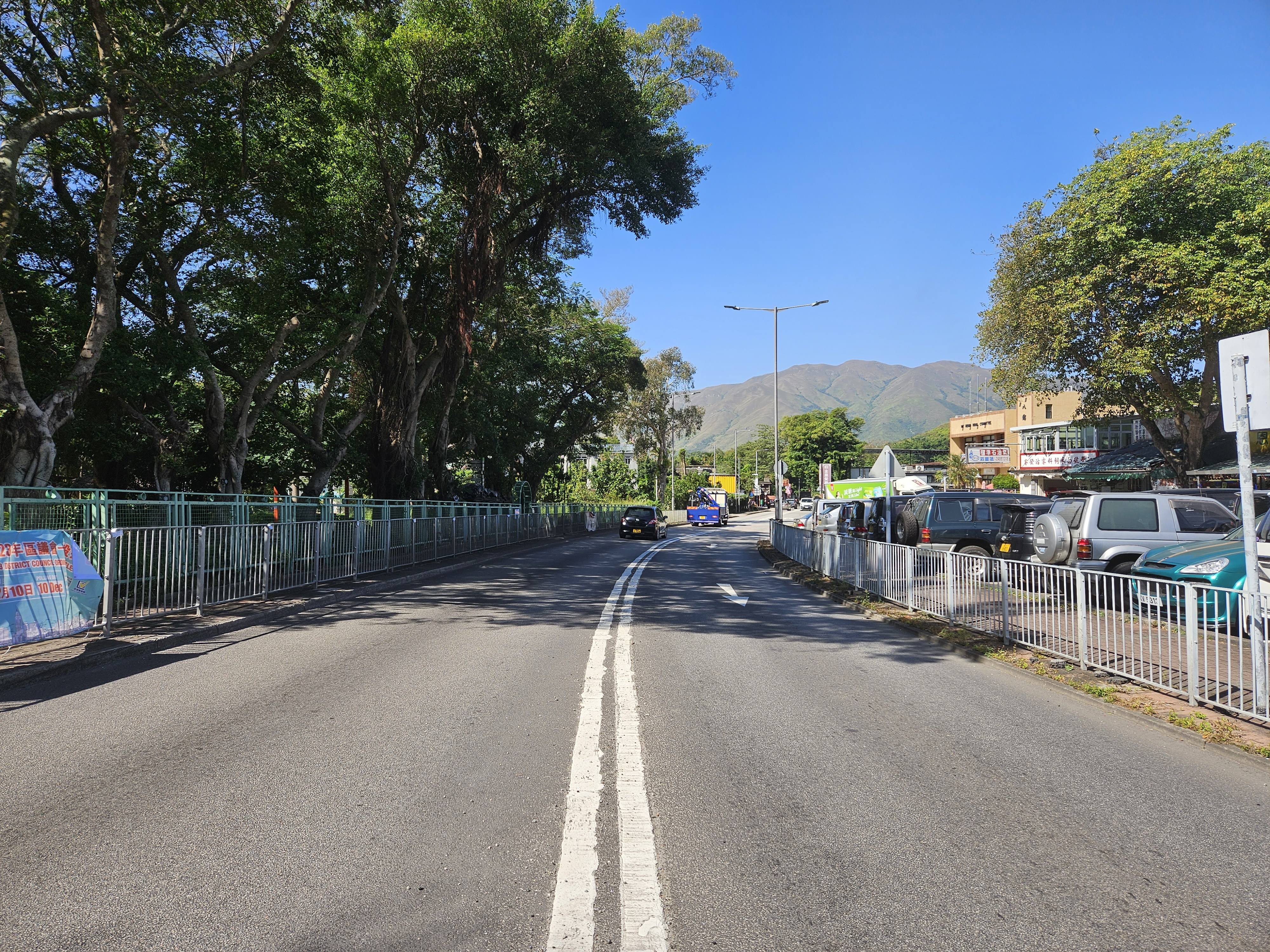
錦田公路近八鄉鄉事委員會

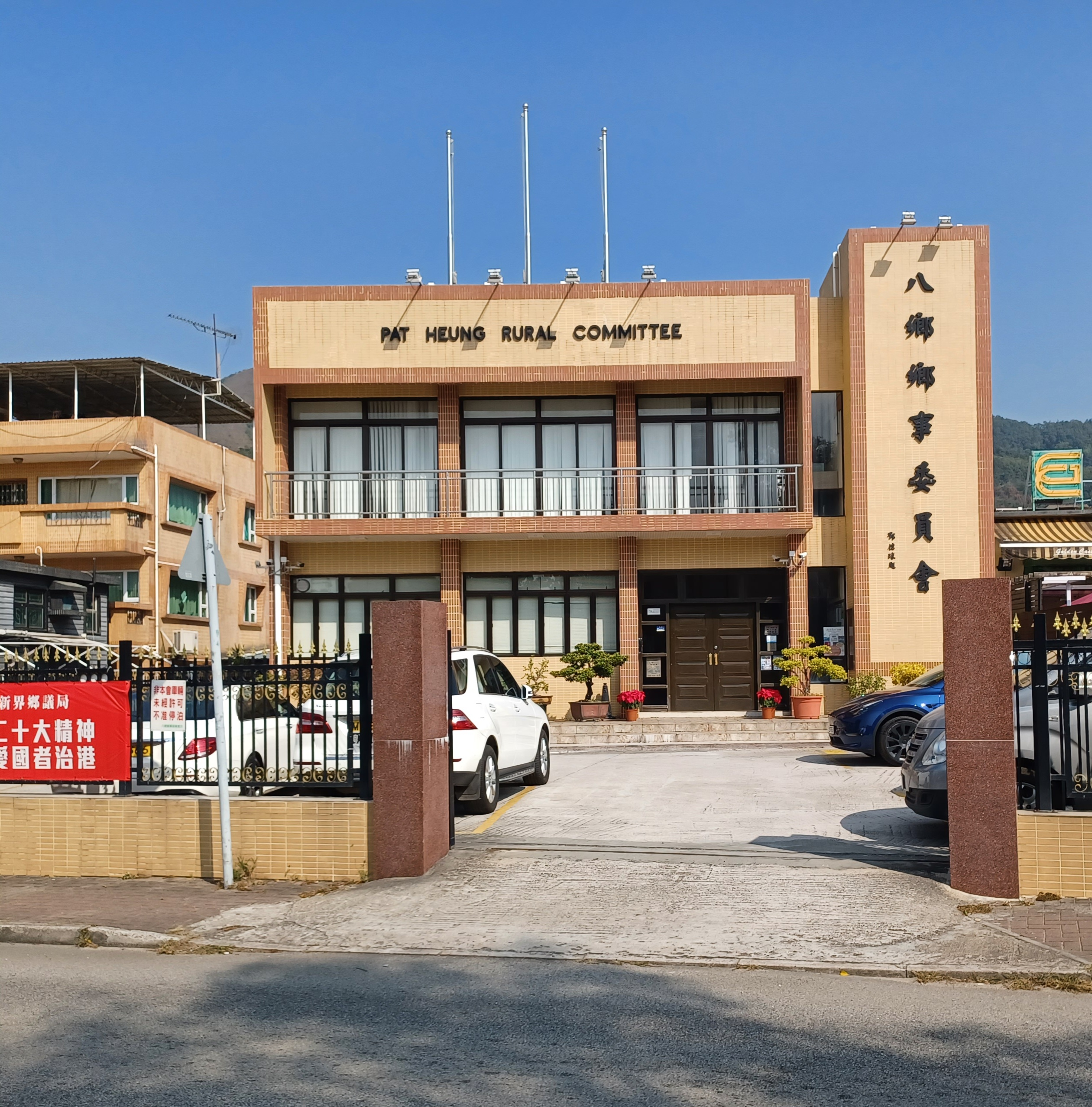
八鄉鄉事委員會

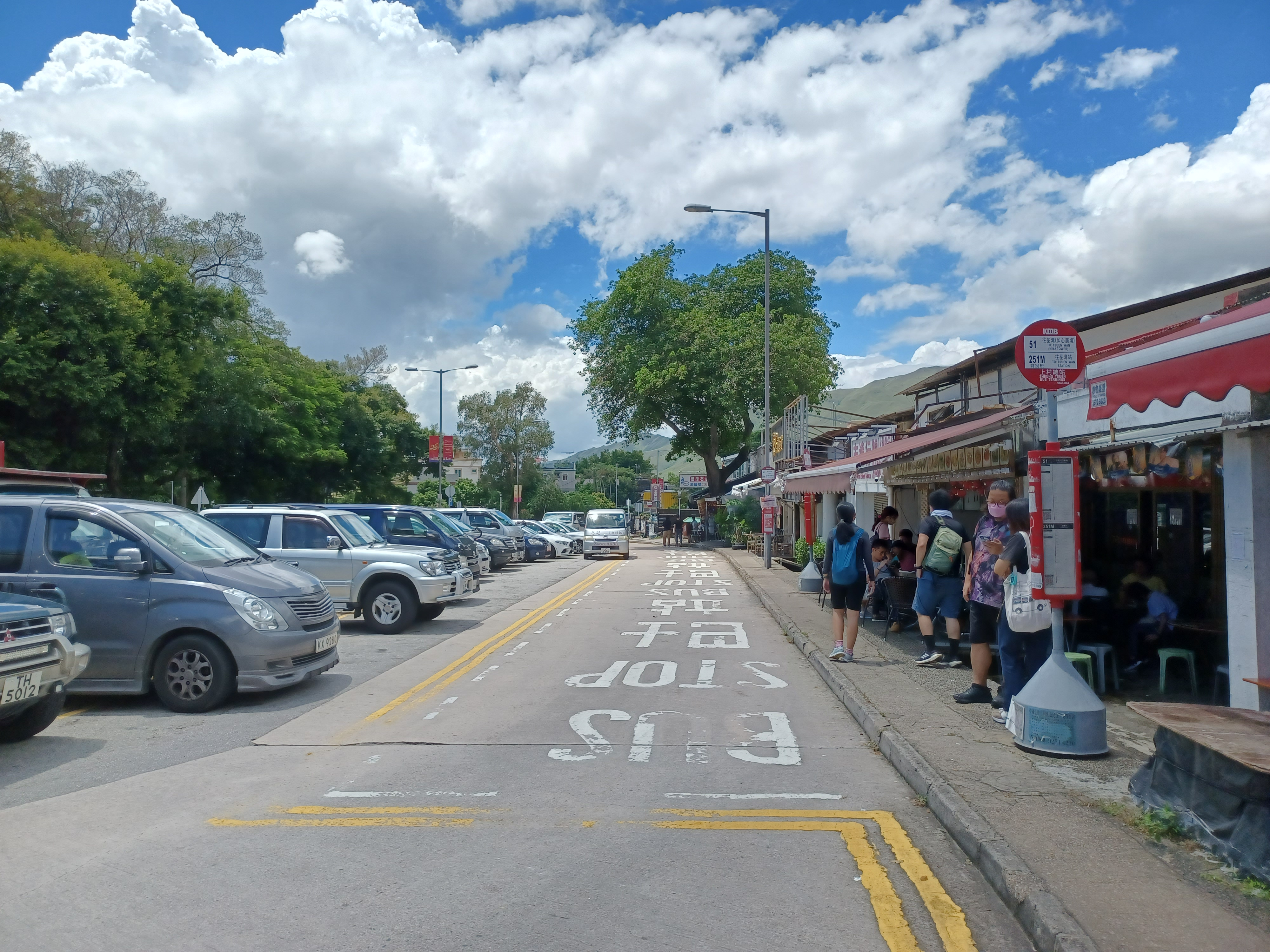
上村巴士總站

- 此路段有八鄉警署、八鄉消防局、八鄉鄉事委員會、八鄉古廟、上村巴士總站等為人熟知的建築物，中段有較多拆車場和具一定知名度的車行在此設立；接近巴士總站一端則有士多和餐廳，對面還有上村公園，是八鄉人口聚集的好地方。

## 交匯道路

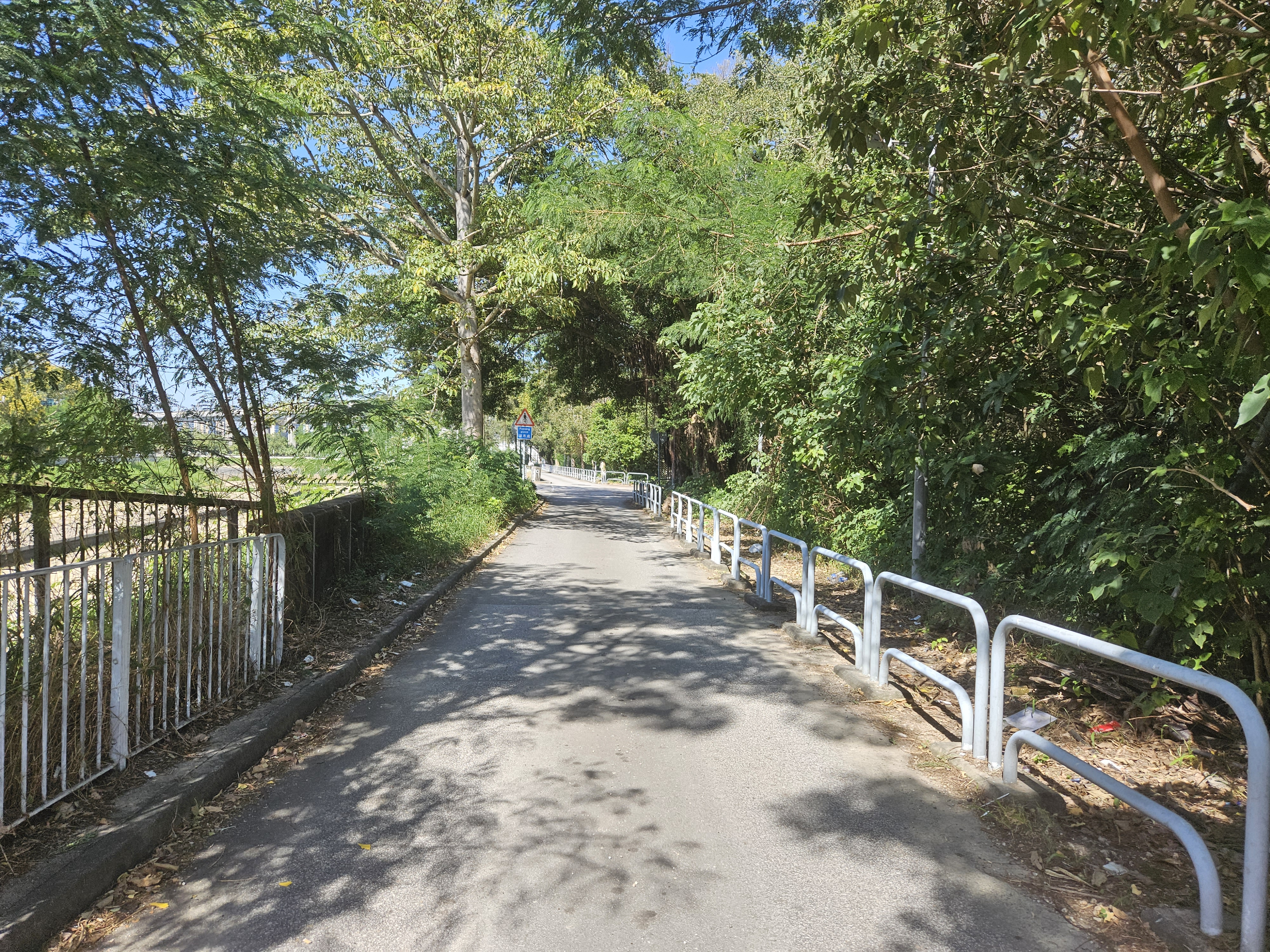
錦泰路近錦田公路

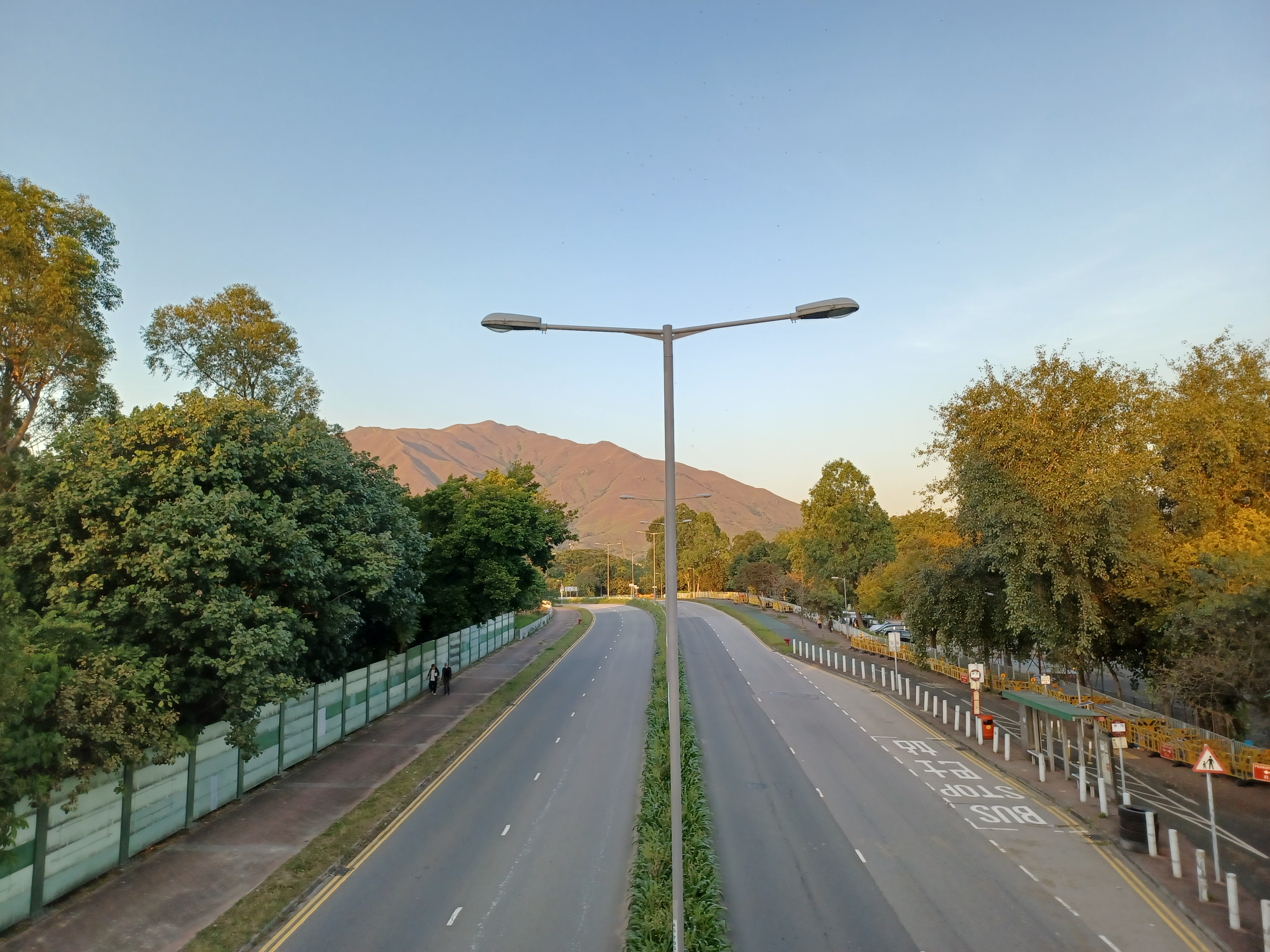
東匯路

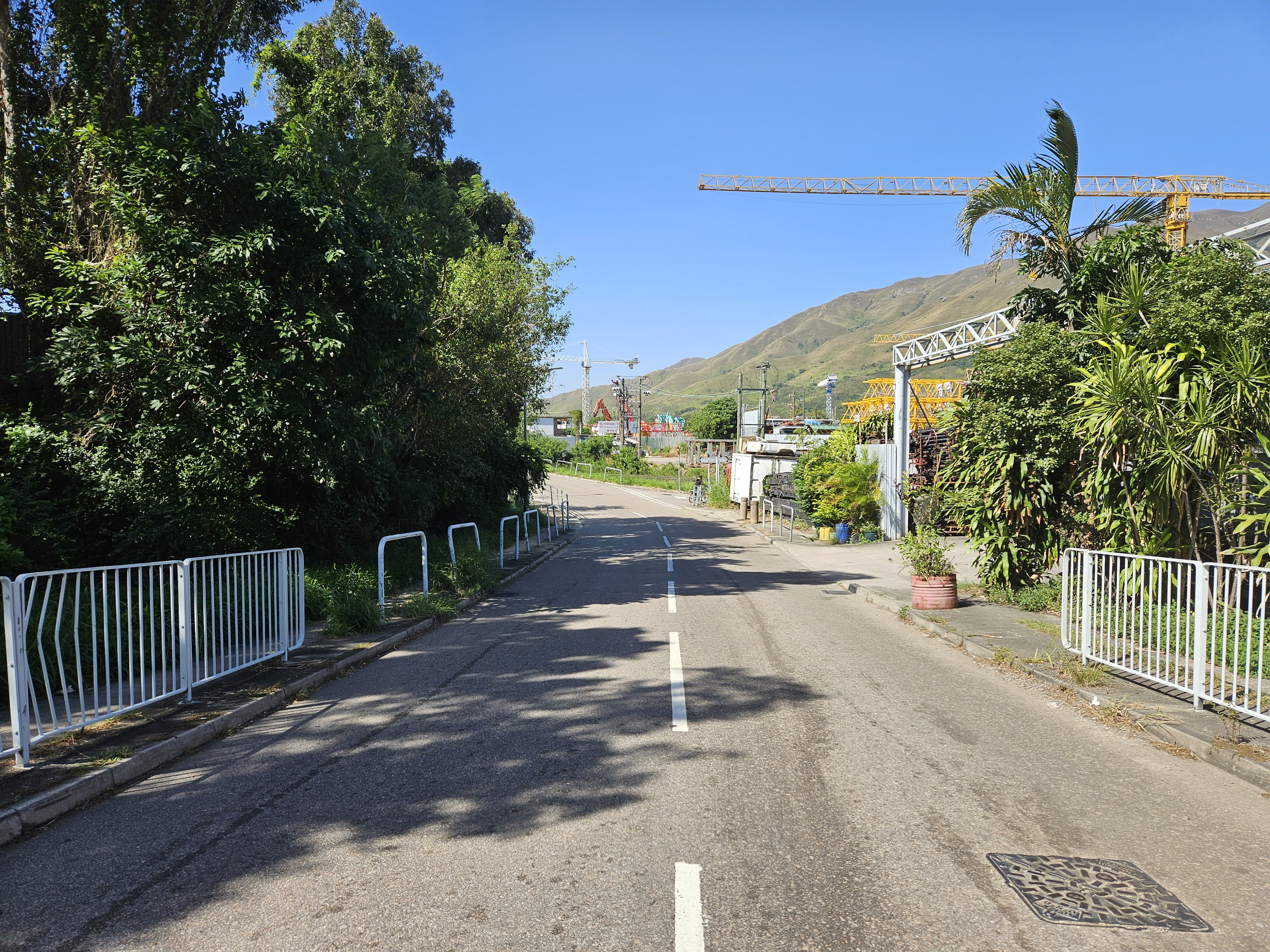
橫台山散村路

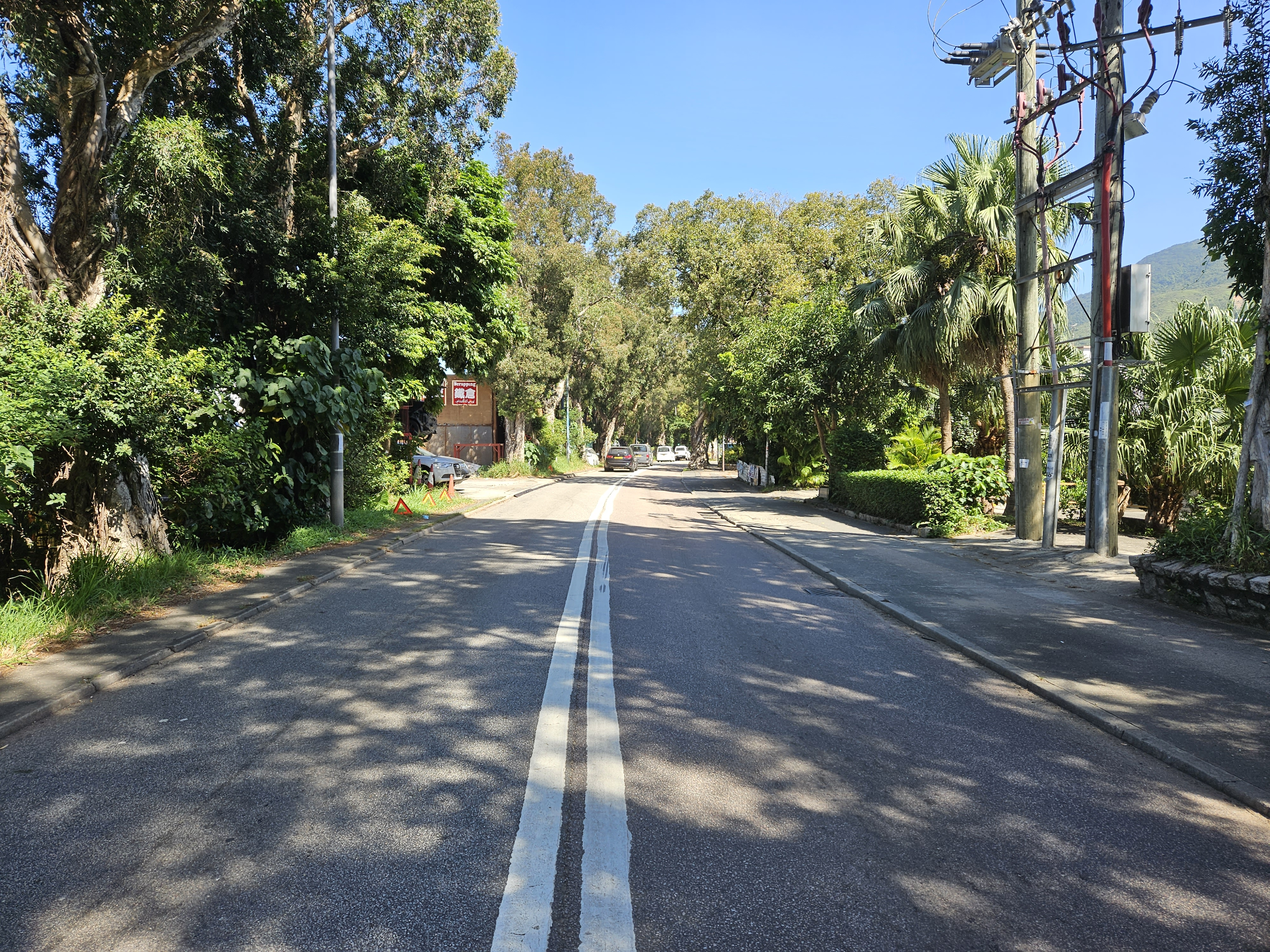
粉錦公路

- 青山公路 － 連接青山公路－元朗段及潭尾段，往返新界西北和口岸地區一樣方便。
- 青朗公路 － 可通過大欖隧道往返港、九、葵涌貨櫃碼頭、大嶼山及機場。
- 高埔路 － 錦田河下游的道路。
- 錦泰路 － 錦田河支流的道路，盡頭是高鐵工程工地。
- 錦河路 － 連接錦田市西端及河背，亦是往返港鐵錦上路站和八鄉車廠的主要道路。
- 錦田繞道 － 兩端連接錦田公路，繞過錦田市中心以北以提升錦田區交通流量。
- 錦田市街 － 錦田市一段內街，位於蒙養學校側。
- 錦上路 － 連接錦田市及上村，兩端均與錦田公路相連，是錦田區主幹道之一。
- 錦江路 - 通往錦田北的道路。
- 波地路 － 錦田市一段內街，位於泰康村以東，與錦上路相連。
- 東匯路 － 連接港鐵屯馬綫錦上路站和錦上路站公共運輸交匯處。
- 石崗機場路 － 位於整個元朗平原中心，繞過石崗機場跑道南面。
- 凡爾賽大道 - 通往四季雅苑的私家路。
- 橫台山散村路 － 錦田河支流上游的道路，是橫台山主要道路之一。
- 梁盛路 － 通往錦田南的道路。
- 粉錦公路 － 連接粉嶺大頭嶺與橫台山，是橫台山最主要道路。
- 林錦公路 － 連接大埔林村及石崗，為林村谷最主要道路。
- 荃錦公路 － 連接荃灣與石崗之間，越過大帽山荃錦坳，是解放軍、錦田、石崗和川龍居民往返荃灣市中心及九龍的主幹道。

## 資料來源
- 路政署－錦田公路改善計劃第1階段工程
- 環境保護署－錦田公路及林錦公路餘段改善工程項目簡介（路政署） （页面存档备份，存于）
- 立法會交通事務委員會－錦田繞道 （页面存档备份，存于）
- 教育局－香港開埠[永久]
- 綠色力量－香港河流網[永久]
- 蔬菜統營處－石崗菜站 （页面存档备份，存于）
- 九巴網站